# Tinolius zingha
Tinolius zingha är en fjärilsart som beskrevs av Swinhoe 1890. Tinolius zingha ingår i släktet Tinolius och familjen nattflyn. Inga underarter finns listade i Catalogue of Life.